# Psiloscirtus apterus
Psiloscirtus apterus är en insektsart som först beskrevs av Scudder, S.H. 1875.  Psiloscirtus apterus ingår i släktet Psiloscirtus och familjen gräshoppor. Inga underarter finns listade i Catalogue of Life.